# آداکمپ
آداکمپ (به انگلیسی: AdaCamp) یک سری ناکنفرانس است که توسط مؤسسه پیشگامان آدا سازمان‌دهی و برگزار می‌شود. آداکمپ تنها کنفرانسی است که تمرکز خود را بر روی مشارکت زنان در تکنولوژی و فرهنگ باز گذارده‌است. از جمله افزایش مشارکت در توسعه نرم‌افزارهای آزاد و متن‌باز و همچنین مشارکت در پروژه‌هایی نظیر ویکی‌پدیا. آداکمپ از جمله پروژه‌ها و منابعی است که سازمان پیشگامان آدا آن را به منظور دوستانه کردن هر چه بیشتر محیط کاری برای زنان تدارک دیده‌است. این کنفرانس در سال ژانویه سال ۲۰۱۲ در ملبورن، در ژوئیه ۲۰۱۲ در واشینگتن و در ژوئن ۲۰۱۳ در سان فرانسیسکو برگزار شده‌است. حدود ۱۰۰ زن از ده کشور دنیا در کنفرانس ماه ژوئیه شرکت کردند و این کنفرانس بزرگتر از کنفرانس قبلی بود که در ملبورن برگزار شده بود.
والری اورورا که از مؤسسین این کنفرانس است، اهداف این کنفرانس را «سرعت بخشیدن به حل مشکلات سخت، اشتراک دانش و ارتباط با یکدیگر» بیان کرده‌است. به عنوان یک ناکنفرانس، شرکت‌کنندگان خود هدایت‌کننده جلسات در موضوعاتی که انتخاب کرده‌اند، هستند. در کنار زنانی که علاقه‌مند به نرم‌افزار آزاد و متن‌باز هستند، شرکت‌کنندگان از زنان علاقه‌مند و فعال در زمینه‌های دیگر نظیر دسترسی آزاد، آموزش آزاد، هکراسپیس، فعالین آزادی دیجیتال، فرهنگ ویکی و غیره تشکیل می‌شوند.